# Parafia św. Jerzego w Dzierżoniowie
Parafia św. Jerzego w Dzierżoniowie – parafia rzymskokatolicka znajdująca się w dekanacie dzierżoniowskim diecezji świdnickiej. Została erygowana w XII wieku.

## Miejsca kultu
- Kościół parafialny św. Jerzego w Dzierżoniowie jest nierozerwalnie związany z historią miasta. Legendarne przekazy donoszą, iż kościół został wybudowany w 1159 z polecenia księcia Bolesława Kędzierzawego. Pierwsza pewna wzmianka źródłowa o świątyni pochodzi z 1258, kiedy to w dokumencie biskupa wrocławskiego Tomasza I wymieniony został proboszcz miejscowości Reichenbach (niemiecka nazwa Dzierżoniowa) – Henryk. U początków swego istnienia budowla miała układ halowy, który w XIV wieku został zamieniony na bazylikowy. Od XIV wieku patronat nad obiektem sprawował rycerski zakon joannitów. Z jego obecnością wiążą się kolejne inwestycje: masywna, czworoboczna u podstawy wieża, rozbudowa prezbiterium, krużganek i gotycka kruchta od strony północnej. Joannici pozostawili po sobie również wspaniały ołtarz, przedstawiający dzieje Jezusa (obecnie nieco przysłonięty), ambonę oraz bogato malowane, unikatowe empory. W XVI i XVII wieku kościół został przejęty przez protestantów, którzy dokonali dalszej rozbudowy. Z ich inicjatywy Baltazar Jensch z Legnicy wzniósł wysoką wieżę w narożniku świątyni, wysoką nawę główną z sieciowymi sklepieniami oraz dwukondygnacyjną nawę południową. Po wojnie trzydziestoletniej (1618–1648) kościół powrócił do rąk katolików[2].

- Kościół filialny Zmartwychwstania Pańskiego w Dzierżoniowie – w 1910 na cmentarzu parafialnym wzniesiono kaplicę, którą w latach 1981–1982 zaadaptowano na kościół. Świątynię poświęcił bp Wincenty Urban 7 października 1983[3].

## Grupy parafialne
W parafii działa Stowarzyszenie na Rzecz Remontu i Renowacji Zabytkowego Kościoła pw. św. Jerzego w Dzierżoniowie, rada parafialna, Żywy Różaniec, Ruch Światło-Życie, Eucharystyczny Ruch Młodych, służba liturgiczna, schola, chór parafialny „Cecylia”, Salezjańska Organizacja Sportowa, Młodzież Salezjańska, Stowarzyszenie Edukacja i Rodzina, pomocnicy salezjańscy.